# 法華部 (大正蔵)
法華部（ほっけぶ）とは、大正新脩大蔵経において、『法華経』に関連する仏典をまとめた領域のこと。
第4番目の部であり、収録されている経典ナンバーは262から277まで。巻数では9巻の大部分に相当する。
全体の文量が相対的に少ないため、9巻一冊に丸々収まり、更に余裕があるため、この9巻の後部には後続する「華厳部」の最初の『華厳経』（六十華厳）が一緒に収録されている。

## 構成

### 巻別
- 法華部 第9巻 - No.262-277

### 詳細
法華部 第9巻 - No.262-277
- 262.『妙法蓮華経』
- 263.『正法華経』
- 264.『添品妙法蓮華経』
- 265.『薩曇分陀利経』
- 266.『阿惟越致遮経』
- 267.『不退転法輪経』
- 268.『広博厳浄不退転輪経』
- 269.『法華三昧経』
- 270.『大法鼓経』
- 271.『菩薩行方便境界神通変化経』
- 272.『大薩遮尼乾子所説経』
- 273.『金剛三昧経』
- 274.『済諸方等学経』
- 275.『大乗方広総持経』
- 276.『無量義経』
- 277.『観普賢菩薩行法経』